# Blåfjella-Skjækerfjella nationalpark
64°9′N 13°14′Ø / 64.150°N 13.233°Ø
Blåfjella-Skjækerfjella nationalpark ligger i Verdal, Steinkjer, Snåsa, Grong og Lierne kommuner i Trøndelag fylke i Norge. Den grænser op til Skjækra naturværnsområde, Berglimyra og Klumplifjellet naturreservat samt Storfloa naturreservat. Parken, der blev etableret i 2004, har et areal på 	1924 km² og inkluderer den tidligere Gressåmoen nationalpark på 182 km²,.